# Крістіна Бродерзоніус
Анна Крістіна Самуельсдоттер Бродерзоніус (швед. Anna Christina Samuelsdotter Brodersonia; 10 листопада 1688 , Стенброгульт  — 6 червня 1733 , Стенброгульт ) — мати Карла Ліннея.

## Біографія
Її батьками були вікарій Самійло Бродерзоніус і Марія Йоргенсдоттер Бродерзоніус (уроджена Шее) Вона була старшою з чотирьох дітей (двух дівчат і двох хлопчиків) Коли їй було 15 років, померли її мати і бабуся. Того ж року 29-річний студент-священик Нільс Лінней також приїхав до Стенброгульта, щоб допомогти своєму батькові з конгрегацією. Через два роки, коли Крістіні було 17 років, Крістіна та Нільс одружилися в березні 1706 року та переїхали до Росгульта Того року Крістіна завагітніла і хотіла дівчинку, але коли в травні 1707 року дитина народилася хлопчиком, Крістіна була розчарована. Хлопчика назвали Карлом. Коли батько Крістіни помер у 1709 році, її чоловік Нільс успадкував парафію, і сім'я переїхала до будинку її дитинства в Стенброгульті. Там Крістіна народила ще чотирьох дітей: Анну, Софію, Самуеля та Емерентію. Остання дитина народилася в 1723 році. Молодший син Крістіни Самуель описав свою матір як дотепну та працьовиту, яка надає великого значення сімейним традиціям. Тому для неї було важливо, щоб старший син, Карл, став священиком, як його батько і дід, і вона була проти цього, коли після року в Лунді він вирішив поїхати в Уппсалу вивчати медицину. Навіть молодшому синові після цього заборонила залишатися в сімейному саду. І саме Самуель став священиком і взяв на себе керівництво громадою після свого батька. Вона померла у віці 44 років. Її старший син, Карл, назвав двох своїх доньок на честь матері — Елізабет Крістіна фон Лінней та Сара Крістіна фон Лінней. Через свого сина Самуеля вона стала бабусею Отто Нордштедта по батьківській лінії.